# Malta Railway
Malta Railway – system transportu kolejowego na Malcie, istniejący w latach 1883–1931 i składający się z jednej linii kolejowej łączącej stolicę Malty – Vallettę z Mdiną. Długość linii wynosiła 11,5 kilometra. Po początkowych dobrych wynikach finansowych linia zaczęła przynosić straty, pogłębiające się dodatkowo ze względu na konkurencję ze strony otwartej później linii tramwajowej oraz autobusów. Linię zamknięto w 1931 roku, a dwa lata później dokonano jej fizycznej likwidacji.
Na wyspie zachowało się kilka budynków stacyjnych oraz elementy infrastruktury takie jak tunele i wiadukty.

## Przebieg
Linia kolejowa przebiegała na osi wschód – zachód i łączyła stolicę Malty – Vallettę z Mdiną – dawną stolicą. Końcowa stacja Museum znajdowała się w miejscowości Mtarfa. Na całej długości około 11,5 kilometra linia wznosiła się od około 30 m n.p.m. do prawie 182 m n.p.m.
Stacja w Valletcie znajdowała się w okolicy skrzyżowania ulic Strada Vittoria (obecnie Triq l-Ordinanza / Ordnance Street) oraz Strada Reale (obecnie Triq Ir-Repubblika / Republic Street). Linia, po opuszczeniu stacji znajdującej się poniżej poziomu ulicy, przekraczała mostem fosę, a następnie wchodziła do tunelu o długości 835 metrów biegnącego pod murami miejskimi oraz miastem Floriana. Stacja we Florianie znajdowała się w tunelu, około 130 metrów przed jego końcem. Linia wychodziła na powierzchnię koło Bastionu św. Filipa, przecinała ulicę, a następnie zagłębiała się w kolejnym, 33-metrowym tunelu pod kolejnym bastionem. Po przebyciu około 1600 metrów od stacji w Valletcie linia skręcała lekko w kierunku zachodnim, a następnie w kilometrze 2,19 docierała do stacji Ħamrun. Za Ħamrun linia odbijała w kierunku północnym, by za stacją Msida powrócić do osi wschód-zachód. Przed Msidą rozpoczynał się także nasyp, na którym linia biegła aż do miejscowości Birkirkara. Pomiędzy stacjami Balzan a Attard linia znowu biegła nasypem. Bezpośrednio za stacją Attard linia zagłębiała się w wykop (w najgłębszym miejscu nawet około 4 metrów poniżej poziomu gruntu), a około 500 metrów później skręcała w kierunku południowo-zachodnim. Po 7,5 kilometra od początku osiągała stację San Salvatore, a półtora kilometra później skręcała w kierunku północno-zachodnim, docierając w wykopie do stacji Notabile. Zaraz po opuszczeniu Notabile linia zagłębiała się w długim na około 700 metrów tunelu, po którego opuszczeniu znajdowała się w odległości niecałych 100 metrów ostatnia stacja – Museum. Linia kończyła się około 350 metrów za stacją Museum, po drodze przechodząc po kamiennym moście nad małą doliną.

## Historia

### Plany budowy linii
Pierwsza propozycja budowy linii kolejowej na Malcie, autorstwa Scotta Tuckera, pochodzi z roku 1870. Pomimo tego, że wyspa jest niewielka, propozycja ta była uzasadniona dużą gęstością zaludnienia oraz dużą liczbą statków przybijających do portowej Valletty. Propozycja ta nie spotkała się jednak z uznaniem lokalnego rządu ze względu na wysoki koszt inwestycji oraz duże ryzyko z nią związane.
Trzy lata później pojawiły się kolejne propozycje budowy linii kolejowej: 26 marca swoje plany przedstawił major Hutchinson, a 21 kwietnia C. Andrews wraz z E. Rosenbuschem. 4 maja rząd powołał komisję w celu przeanalizowania obydwu propozycji oraz przedstawienia rekomendacji. Komisja ta powołała jako ekspertów majora Jamesa z Royal Engineers, E. L. Galizia oraz G. C. Schinasa, którzy mieli przedstawić dwa niezależne raporty.

#### Propozycja Hutchinsona
Kolej Hutchinsona wzorowana była na kolei zaprezentowanej w Aldershot przez Johna Barraclougha Fella, gdzie pociąg z dodatkowymi bocznymi kołami, które miały zapewniać stabilność oraz zwiększoną przyczepność, poruszał się na dwóch szynach wyniesionych ponad ziemię na stalowych kratownicach. Hutchinson zastąpił stalowe kratownice kamiennymi filarami, a z bocznych kół zrezygnował ze względu na rozstaw szyn szerszy niż w Aldershot.
Stacja w Valletcie miała znajdować się na lewo od bramy miejskiej w przeciwstraży św. Jana. Następnie linia miała podążać w kierunku bastionu San Salvatore, docierając do stacji Porte des Bombes niedaleko cmentarza Ta' Braxia. Kolejne stacje miały znajdować się:
- w Ħamrun, w okolicach Palazzo Leone,
- w Birkirkarze, niedaleko kościoła,
- pomiędzy miejscowościami Attard a Lija,
- na południe od Mosty,
- w Mdinie.

Zaproponowane zostały także możliwości rozbudowy linii:
- z Mosty do Mellieħy,
- z Ħamrun na południe wyspy.

Hutchinson oszacował koszt inwestycji na 42 000 funtów (3728 funtów za kilometr).

#### Propozycja Andrewsa
Według propozycji Andrewsa stacja w Valletcie miała znajdować się bliżej Wielkiego Portu, w okolicach Marina Curtain, a następnie podążać tunelem w kierunku bastionu św. Franciszka. Kolejne stacje miały być zlokalizowane:
- w Ħamrun,
- w okolicach Msidy,
- w Birkirkarze, niedaleko kościoła,
- pomiędzy miejscowościami Attard a Żebbuġ,
- w Mdinie.

Zaproponowane zostały także trzy możliwości rozbudowy linii:
- do Saint Paul’s Bay i Mellieħy, co umożliwiałoby stworzenie połączenia promowego z wyspą Gozo,
- do Qormi, Żebbuġ i Siġġiewi,
- do Fortu Saint Elmo w celu ułatwienia dostaw wojskowych dla War Office.

Andrews oszacował koszt inwestycji na 27 291 funtów (2548 funtów za kilometr).

#### Decyzja komitetu i podpisanie umów
W swoim raporcie James preferował rozwiązania zaproponowane przez Hutchinsona, w szczególności lokalizację stacji w Valletcie. Uważał też, że technologia wykonania linii w sposób zaprezentowany przez Fella pozwoli na zmniejszenie kosztów, co przełoży się na niższe ceny biletów. Raport Galizii i Schinasa preferował propozycję Andrewsa. Krytykowali oni Hutchinsona za brak detali technicznych oraz twierdzili, że fakt zastosowania systemu Fella przełoży się na niższe bezpieczeństwo pasażerów, którzy w przypadku konieczności ewakuacji musieliby uciekać z wagonów znajdujących się od 3 do ponad 9 metrów nad ziemią.
11 grudnia 1873 roku, po wycofaniu się Hutchinsona, komitet zarekomendował do realizacji poddaną niewielkim modyfikacjom propozycję Andrewsa. 26 grudnia tego samego roku Andrewsowi i Rosenbuschowi przyznana została koncesja na budowę linii, z zastrzeżeniem, że kolej ma zostać uruchomiona do końca stycznia 1875. Ponieważ Andrewsowi i Rosenbuschowi nie udało się zebrać funduszy na budowę kolei w wyznaczonym czasie, komisja po raz kolejny zebrała się w kwietniu 1875, aby przeanalizować oferty Giuseppe Mirabity, Scotta Tuckera oraz Fernandsa, które pojawiły się w międzyczasie. Początkowo zdecydowano się na przedłużenie koncesji Andrewsa i Rosenbuscha, którzy założyli spółkę Malta Railway Company, jednak finalnie, 3 lutego 1879 roku, kontrakt został podpisany z przedsiębiorstwem General Works założonym przez Mirabitę oraz inżyniera W. S. Sharpe’a. Ze względu na problemy z finansowaniem przedsięwzięcia ze strony General Works, 28 listopada tego samego roku kontrakt został rozwiązany.
Kolejny kontrakt został podpisany z Malta Railway Company 28 lipca 1880 roku. Tym razem spółka postanowiła zebrać fundusze poprzez sprzedaż udziałów – do dnia zamknięcia sprzedaży w grudniu 1880 udało sprzedać się 4983 udziały o wartości 10 funtów każdy, co dało 49 830 funtów i wystarczyło do rozpoczęcia budowy kolei.

### Budowa

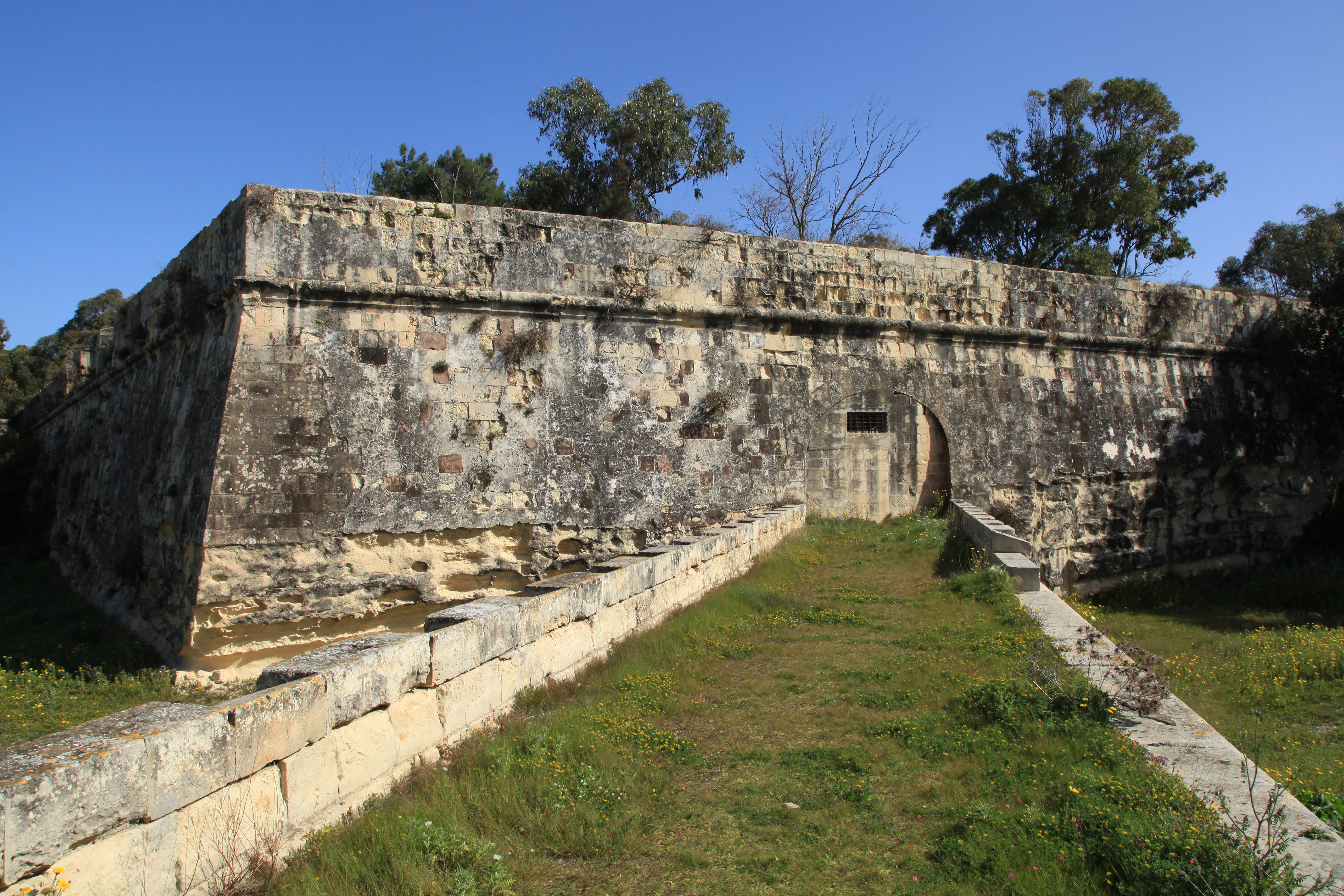
Wylot tunelu we Florianie (marzec 2013)

16 listopada 1880 roku Malta Railway Company podpisała umowę o wartości 58 000 funtów na konstrukcję kolei z F. A. B. Geneste’em. Budowa miała zakończyć się do 31 grudnia 1881.
Geneste’owi nie udało się zakończyć budowy w terminie przewidzianym umową ze względu na problemy z wykupem gruntów – pierwsze działki wykupiono dopiero w kwietniu 1881. Koszt wykupu terenu wyniósł ponad 5000 funtów. Początkowo przedłużono termin oddania linii do użytku do 28 lipca 1882, jednak i to okazało się niewystarczające – konieczne okazało się kolejne przedłużenie terminu o 9 miesięcy.
We wrześniu 1881 roku rozpoczęto budowę najdłuższego na linii tunelu przy stacji we Florianie. Drążenie rozpoczęto od obu końców oraz w kilku miejscach, gdzie wykonano pionowe szyby. Skałę wyciągano na powierzchnię w wiklinowych koszach za pomocą ręcznych dźwigów. Podczas budowy tunelu w okolicy kościołów św. Publiusza i Niepokalanego Poczęcia odkryto zbiornik wodny, ze względu na co musiano minimalnie zmienić jego przebieg – tunel został wygięty w kierunku północnym. Budowę tunelu zakończono w październiku 1882.

### Otwarcie linii
Ostatecznie otwarcie linii nastąpiło 28 lutego 1883.
O godzinie 11 odbyła się procesja z kościoła Matki Bożej Zwycięskiej do stacji w Valletcie, której przewodniczył arcybiskup Malty Carmelo Scicluna. Pobłogosławił on stację, lokomotywy i wagony. Następnie wraz z Geneste’em odbyli oni przejazd do Notabile. Oficjalna uroczystość otwarcia linii rozpoczęła się później, uczestniczyli w niej przedstawiciele rządu, prasy oraz wojska. Zostali oni przewiezieni do Notabile, gdzie przemowę wygłosił gubernator Malty – Arthur Borton. Wieczorem w hotelu „Grand” odbyło się przyjęcie z okazji otwarcia linii.

### Pierwsze lata działalności
Pierwsze trzy miesiące po otwarciu linii były dla spółki rekordowe pod względem liczby pasażerów oraz zysku. Wkrótce potem odnotowano jednak znaczne spadki – pomimo tego, że w pierwszym roku działalności kolej przewiozła ponad pół miliona pasażerów, większość z nich podróżowała w najtańszej, trzeciej klasie. Największą liczbę pasażerów z reguły przewożono w dni świąteczne, kiedy w Notabile i Birkirkarze odbywały się jarmarki i inne wydarzenia. Aby zachęcić mieszkańców do przyjazdu koleją, Geneste sam organizował wiele z nich.
| Rok          | 1885 | 1886 | 1887 |
| Przychód (£) | 5488 | 4667 | 4762 |

Mimo tych wszystkich wysiłków przychody były coraz mniejsze i niewystarczające na należyte utrzymanie infrastruktury oraz lokomotyw. Od roku 1887 nastąpił znaczny spadek jakości usług – pociągi nie kursowały regularnie, między innymi ze względu na częste awarie lokomotyw. Geneste zrezygnował, a opiekę nad koleją przejął zarząd firmy. W marcu doszło do poważnej awarii kotła jednej z lokomotyw w tunelu we Florianie. To, w połączeniu z innymi awariami lokomotyw, zmusiło przedsiębiorstwo do poważnej redukcji liczby pociągów, a nawet do całkowitego zawieszenia kursowania pociągów na okres ponad dwóch tygodni.
Ze względu na brak funduszy i faktyczne bankructwo spółki, 1 kwietnia 1890 dokonano zamknięcia linii. 12 grudnia 1890 roku decyzją sądu linia kolejowa znalazła się w rękach rządu.

### Kolej w rękach rządu oraz jej likwidacja

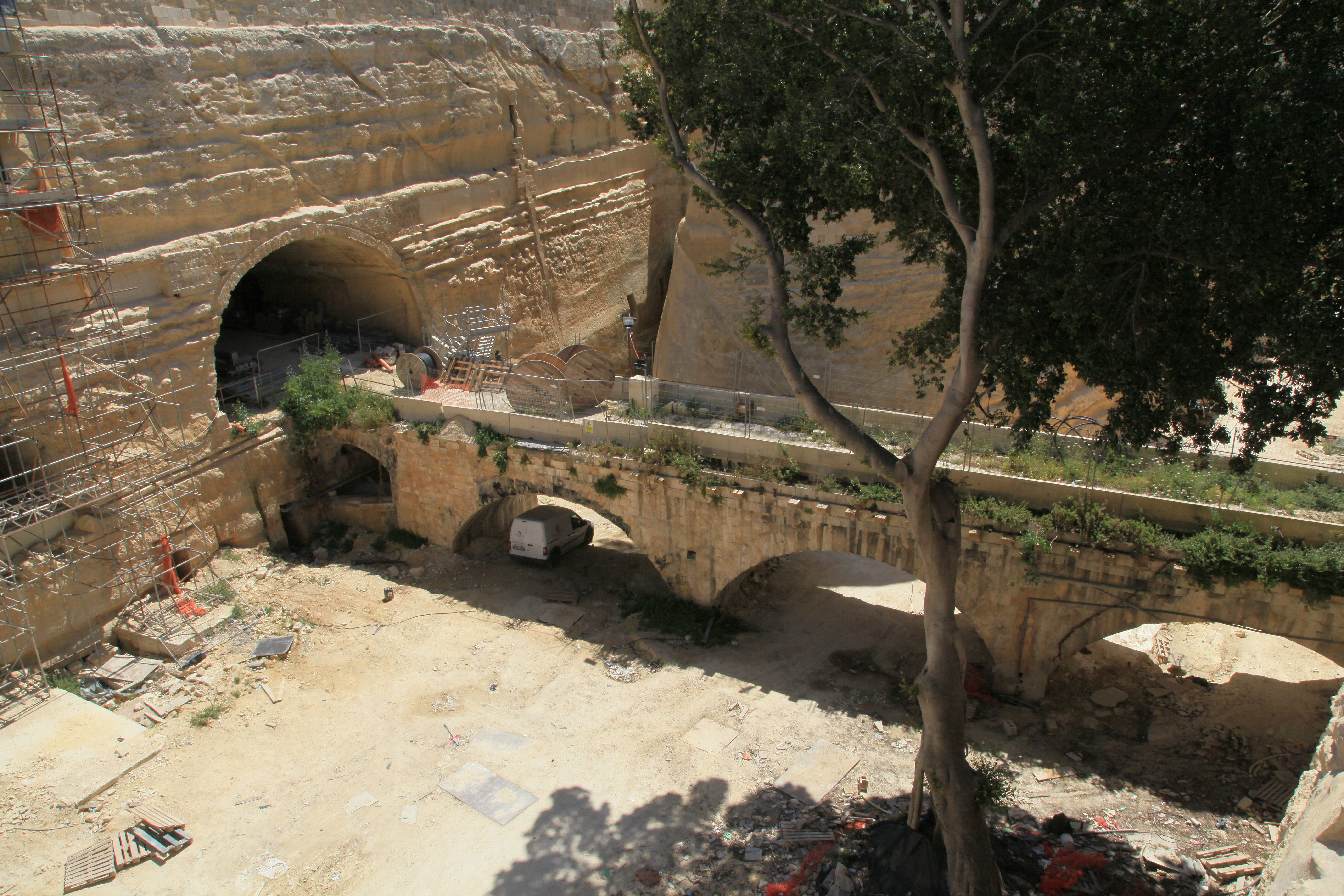
Wylot tunelu i kamienny wiadukt w Valletcie (kwiecień 2014)

Już po przejęciu linii przez rząd, 2 marca 1891 roku sąd zadecydował o wyprzedaży majątku spółki w celu pokrycia jej długów. Ponieważ podjęta została decyzja o wznowieniu działalności linii, rząd wykupił wszystkie licytowane lokomotywy i wagony. 2 listopada przedstawiony został wykonany na zlecenie rządu raport, zawierający rekomendacje dotyczące ponownego uruchomienia linii. Rekomendowano uruchomienie przewozów w dwóch klasach: pierwszej i trzeciej, natomiast taryfa biletowa podzielona miała być na dwie strefy (Valletta – Birkirkara oraz Birkirkara – Notabile). Cena biletu pierwszej klasy miała wynosić trzy pensy, natomiast trzeciej klasy – jeden pens. W przypadku przejazdu pomiędzy strefami cena ulegała podwojeniu. Podwójna cena biletów obowiązywać miała również w niedziele. Raport zawierał także rekomendacje co do sposobu pobierania opłat oraz wysokości pensji pracowników na poszczególnych stanowiskach.
Przed ponownym otwarciem linii zdecydowano się ponadto na dokonanie napraw torowiska. Ze względu na słaby stan drewnianego wiaduktu w Valletcie, zastąpiono go nowym, kamiennym. Wyremontowano także dotychczasowo posiadane lokomotywy oraz zakupiono jedną dodatkową lokomotywę (numer 5).
Linię ponownie otwarto 25 stycznia 1892 roku.
W 1895 roku podjęto decyzję o przedłużeniu linii w kierunku Mtarfy, do stacji Museum. Drążenie długiego na 704 metry tunelu w kierunku stacji rozpoczęto w 1896 roku. Nowy odcinek linii był gotowy w roku 1900.
W 1903 roku wydano pozwolenie na budowę na Malcie linii tramwajowej pomiędzy Vallettą a Żebbuġ, Ħamrun oraz Trzema Miastami (Birgu, Isla, Bormla). Linia tramwajowa, otwarta w 1905 roku, spowodowała odpływ pasażerów od kolei, gdyż bilety tramwajowe były tańsze niż kolejowe.
I wojna światowa spowodowała kolejne kłopoty finansowe kolei – zwiększone zapotrzebowanie na węgiel spowodowało wzrost jego cen. Dodatkowo podczas bitwy o Gallipoli kolej początkowo oferowała darmowe przewozy dla rannych żołnierzy – przewożono około 100 takich pasażerów dziennie. W 1920 roku firma konsultingowa przygotowała raport na temat elektryfikacji linii, co miało zredukować koszty działalności kolei. W 1928 roku na Maltę przybył były wiceprzewodniczący Institute of Locomotive Engineers – A. P. Bennett. W swoim raporcie porównał on linię na Malcie do dwóch linii kolejowych istniejących na wyspie Jersey, gdzie w 1922 roku po wprowadzeniu komunikacji autobusowej zyski kolei znacznie spadły. Rozwiązaniem był zakup wagonów parowych produkcji Sentinel Waggon Works, co pozwoliło zredukować zużycie węgla z ponad 3,5 kg/km do niecałych 2 kg/km. W tym samym roku zdecydowano się na prywatyzację kolei. Pojawiały się różne oferty takie jak wykup kolei przez prywatne przedsiębiorstwo dotowane przez rząd lub utworzenie w miejscu linii kolejowej autostrady. Żadna z nich nie została jednak zaakceptowana.
W sierpniu 1930 kolej opublikowała informacje na temat liczby przewiezionych pasażerów oraz rocznych strat. W ciągu ostatnich trzech lat liczba pasażerów spadła o ponad połowę – ze 109 000 w czerwcu 1927 do 51 000 w czerwcu 1930.
| Rok       | Liczba pasażerów | Strata w funtach |
| --------- | ---------------- | ---------------- |
| 1920–1921 | brak danych      | 8865             |
| 1921–1922 | brak danych      | 5558             |
| 1922–1923 | brak danych      | 2358             |
| 1923–1924 | brak danych      | 2675             |
| 1924–1925 | brak danych      | 1325             |
| 1925–1926 | brak danych      | 3238             |
| 1926–1927 | 134 000          | 3700             |
| 1927–1928 | 83 000           | 7025             |
| 1928–1929 | 69 000           | 4820             |
| 1929–1930 | 56 000           | 5336             |

Ze względu na spadek zainteresowania koleją, przynoszenie przez nią ciągłych strat oraz na fakt, że użytkowany tabor był stary i wymagał ciągłych napraw, na początku marca 1931 podjęto decyzję o likwidacji linii i uruchomieniu na wyspie zorganizowanego transportu autobusowego. Linię zamknięto 31 marca 1931 roku. Fizyczna likwidacja dokonana została w 1933 roku – szyny sprzedano za 1110 funtów 11 szylingów.

## Tabor

### Lokomotywy
Początkowo w wyposażeniu kolei znajdowały się jedynie lokomotywy o numerach 1, 2 i 3. W 1884 zakupiono lokomotywę numer 4.
Po przejęciu kolei przez rząd zdecydowano się na zakup dwóch mocniejszych lokomotyw, co pozwoliłoby na uruchamianie dłuższych pociągów mogących przewieźć większą liczbę pasażerów. Po dostawie lokomotywy numer 5 okazało się, że jest ona zbyt ciężka, ma zbyt duży nacisk na oś i powoduje uszkodzenia torowiska. Ze względu na to zmodyfikowano zamówienie na lokomotywę numer 6 poprzez dodanie dodatkowej osi – lokomotywa nr 5 miała osie w układzie 1’C1’, zaś numer 6 – 1’C2’. W roku 1900 dokonano także przebudowy lokomotywy nr 5 poprzez dodanie dodatkowego wózka. Obie lokomotywy miały także inne problemy – spalały dużo węgla, co czyniło je drogimi w użytkowaniu, więc przez większość czasu były odstawione w zajezdni w Ħamrun i wykorzystywane były jedynie do szkolenia maszynistów lub podczas awarii pozostałych lokomotyw.
Ze względu na problemy z lokomotywami 5 i 6 zdecydowano się zakupić kolejne lokomotywy, tym razem jednak od innego producenta. Lokomotywa numer 7 została dostarczona w 1895, a ponieważ nie sprawiała problemów jak lokomotywy 5 i 6, zdecydowano się na zakup kolejnych trzech lokomotyw tego typu.
| Numer | Układ osi | Rok budowy | Producent                  | Numer producenta |
| ----- | --------- | ---------- | -------------------------- | ---------------- |
| 1     | C         | 1882       | Manning Wardle             | 842              |
| 2     | C         | 1882       | Manning Wardle             | 843              |
| 3     | C         | 1883       | Manning Wardle             | 844              |
| 4     | C         | 1884       | Black, Hawthorn & Co       | 753              |
| 5     | 1’C1’     | 1891       | Manning Wardle             | 1243             |
| 6     | 1’C2’     | 1892       | Manning Wardle             | 1261             |
| 7     | 1’C2’     | 1895       | Beyer, Peacock and Company | 3678             |
| 8     | 1’C2’     | 1896       | Beyer, Peacock and Company | 3852             |
| 9     | 1’C2’     | 1899       | Beyer, Peacock and Company | 4163             |
| 10    | 1’C2’     | 1903       | Beyer, Peacock and Company | 4719             |

### Wagony

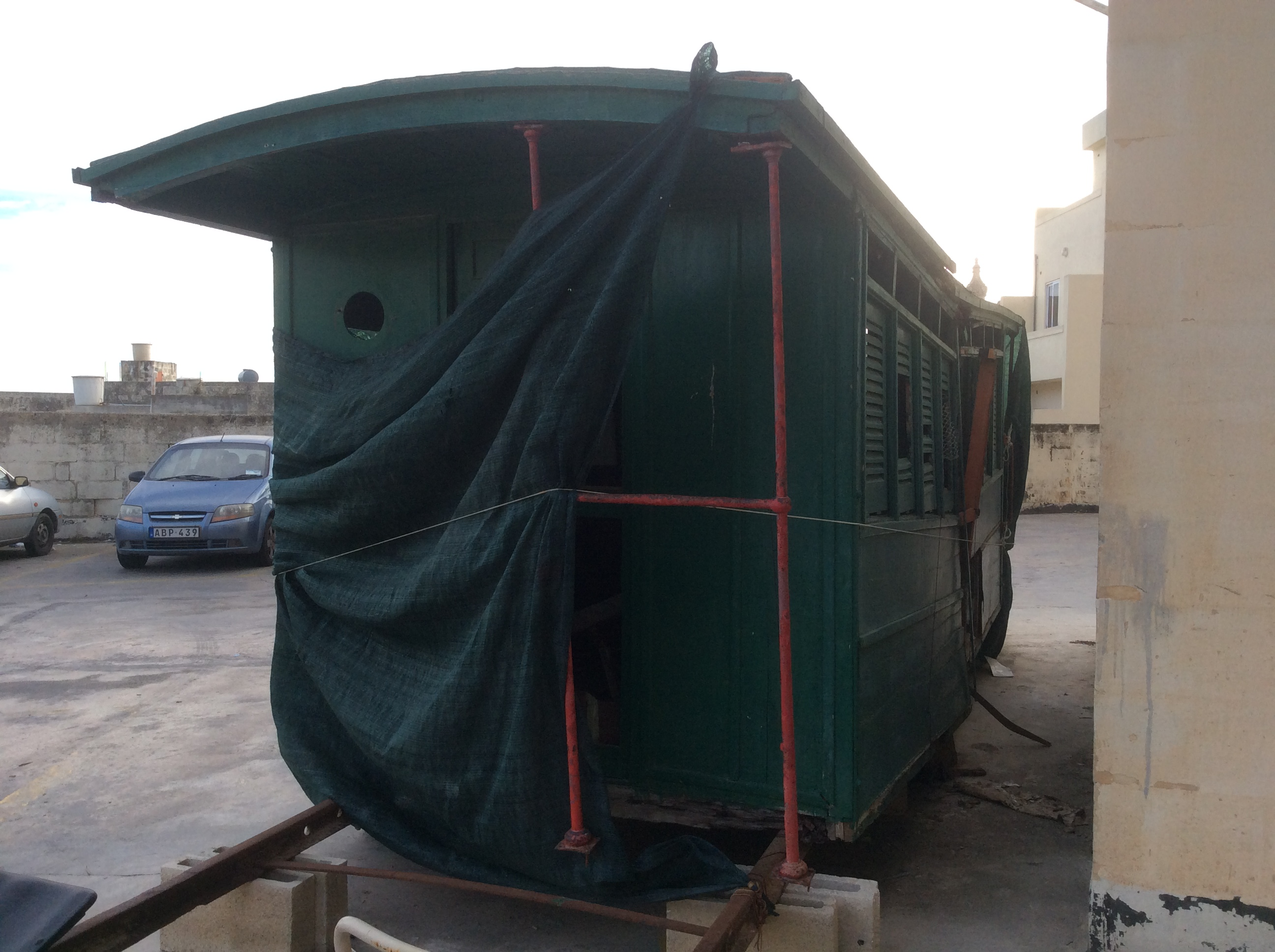
Jedyny zachowany wagon kolei (grudzień 2015)

Początkowo kolej posiadała najprawdopodobniej 7 wagonów pasażerskich. Liczba ta wzrosła do 33 pod koniec działalności kolei. W wyposażeniu były także wagony do przewozu robotników oraz wagony techniczne do przewozu kruszywa.
Lokomotywy nr 1, 2 i 3 mogły ciągnąć 4 do 5 wagonów, lokomotywa nr 4 – 5 lub 6, a pozostałe 10. Według niektórych źródeł lokomotywy nr 7, 8, 9 i 10 mogły uciągnąć nawet 12 wagonów, jednak w praktyce pociągi liczące powyżej 10 wagonów zestawiano z dwiema lokomotywami – jedną na początku i jedną na końcu składu.
Wagony trzeciej klasy mogły pomieścić od 24 do 28 pasażerów, a pierwszej – 18 osób. Wagony do przewozu robotników mogły pomieścić 40 osób i w przeciwieństwie do pozostałych nie miały one przeszklonych okien.

## Infrastruktura
Linia była jednotorowa o rozstawie szyn 1000 mm. Jedynie na niektórych stacjach znajdowały się mijanki lub tory odstawcze. Na linii znajdował się jeden semafor – był on zlokalizowany za stacją Ħamrun w kierunku Museum i zabezpieczał wyjazd z warsztatów. Niektóre źródła podają informację o drugim semaforze w okolicach stacji Birkirkara, jest ona jednak mniej wiarygodna.
Początkowo na linii zastosowano szyny o masie 16 kg/m, co jednak nie było wystarczające ze względu na rosnącą masę lokomotyw. Zostały one zastąpione cięższymi, ważącymi 21–22 kg/m, a następnie, 4 lata przed zamknięciem linii – 30 kg/m.
Stacje połączone były prostym systemem telefonicznym – po opuszczeniu danej stacji przez pociąg na pozostałych stacjach dzwonek odzywał się tyle razy, ile wskazywał numer danej stacji.
Przy linii znajdowało się także 14 budek dla dróżników, którzy przed przejazdem pociągu zagradzali drogę łańcuchem, a następnie sygnalizowali maszyniście za pomocą białej flagi, że przejazd jest zabezpieczony.

### Warsztaty i szkoła
W latach 90. XIX wieku w Ħamrun otwarto warsztaty kolejowe, które następnie w 1895 roku zostały przekształcone w szkołę kształcącą inżynierów, zarówno na potrzeby kolei, jak i przemysłu stoczniowego. Szkoła istniała, nawet po likwidacji kolei, do lat 50. XX wieku.

## Stacje i przystanki

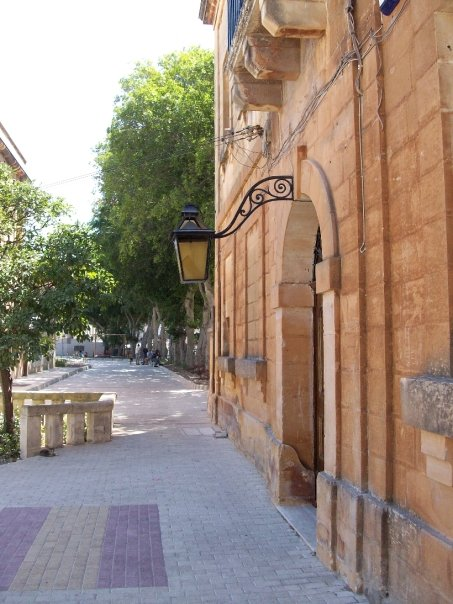
Budynek stacji Birkirkara (sierpień 2008)

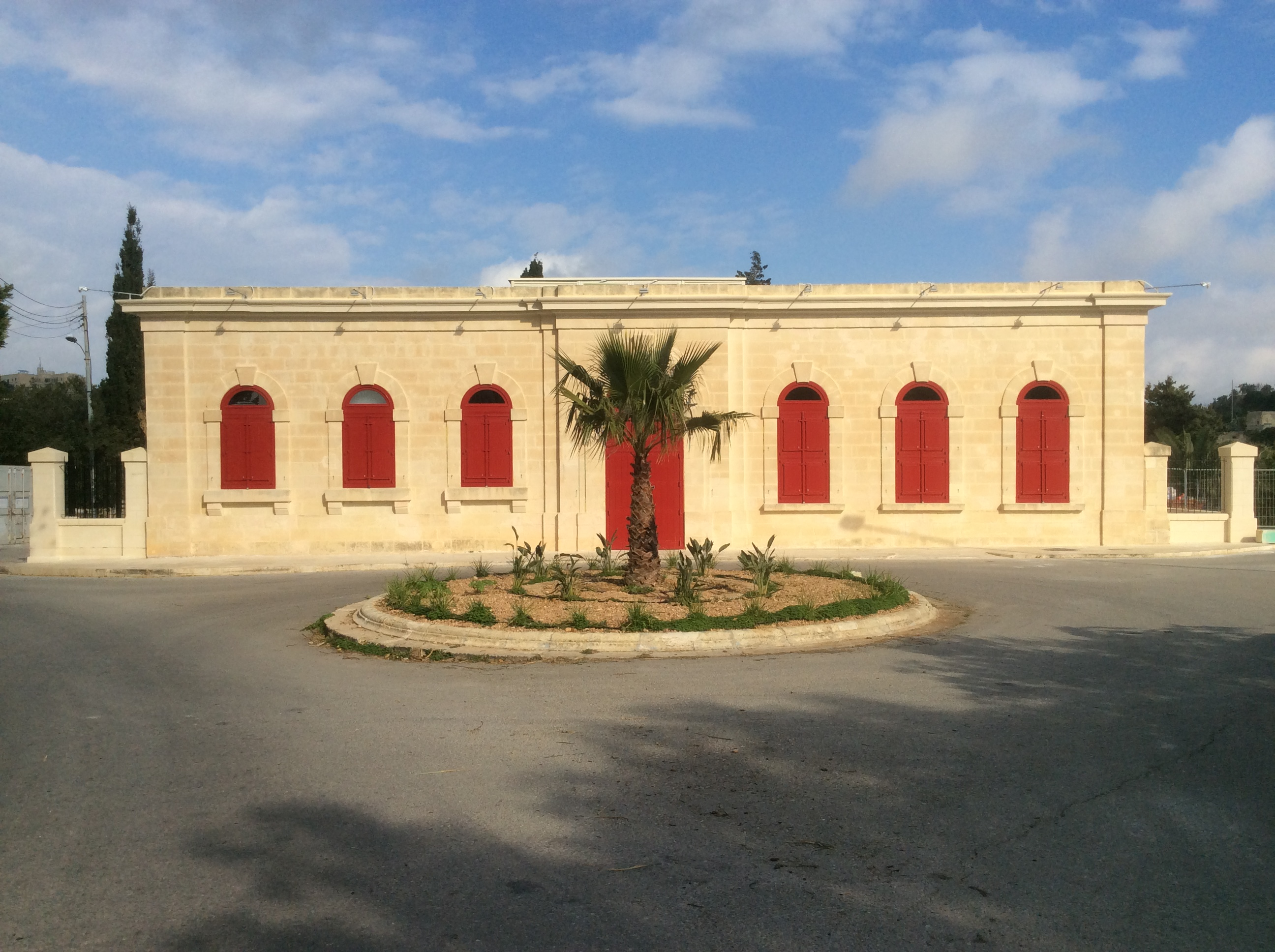
Budynek stacji Museum (grudzień 2015)

Na linii w całym okresie jej istnienia znajdowało się 12 stacji i przystanków. Przedłużenie linii i budowa ostatniej ze stacji – Museum – została zatwierdzona w roku 1895, natomiast otwarcia dokonano w  roku 1900. W tym samym roku zamknięto stację we Florianie.
|     | Kilometr    | Nazwa stacji lub przystanku | Obsługiwana miejscowość | Infrastruktura                                                                                 |
| --- | ----------- | --------------------------- | ----------------------- | ---------------------------------------------------------------------------------------------- |
| 1.  | 0,00        | Valletta                    | Valletta                | - mijanka - tory odstawcze dla nieużywanych wagonów - budynek stacyjny i biurowy - żuraw wodny |
| 2.  | 0,78        | Floriana                    | Floriana                | –                                                                                              |
| 3.  | 2,19        | Ħamrun                      | Ħamrun                  | - warsztaty i lokomotywownia - mijanka - budynek stacyjny                                      |
| 4.  | 2,84        | Msida                       | Msida                   | –                                                                                              |
| 5.  | brak danych | Santa Venera                | Santa Venera            | –                                                                                              |
| 6.  | 4,74        | Birkirkara                  | Birkirkara              | - żuraw wodny - budynek stacyjny - mijanka                                                     |
| 7.  | 5,35        | Balzan                      | Balzan                  | –                                                                                              |
| 8.  | 5,65        | San Antonio                 | Attard                  | –                                                                                              |
| 9.  | 6,11        | Attard                      | Attard                  | - budynek stacyjny                                                                             |
| 10. | 7,54        | San Salvatore               | Attard                  | - budynek stacyjny                                                                             |
| 11. | 10,20       | Notabile/Rabat              | Rabat                   | - budynek stacyjny - mijanka                                                                   |
| 12. | 11,12       | Museum/Imtarfa/Mtarfa       | Mdina/Mtarfa            | - budynek stacyjny - mijanka - tory odstawcze                                                  |

## Pozostałości

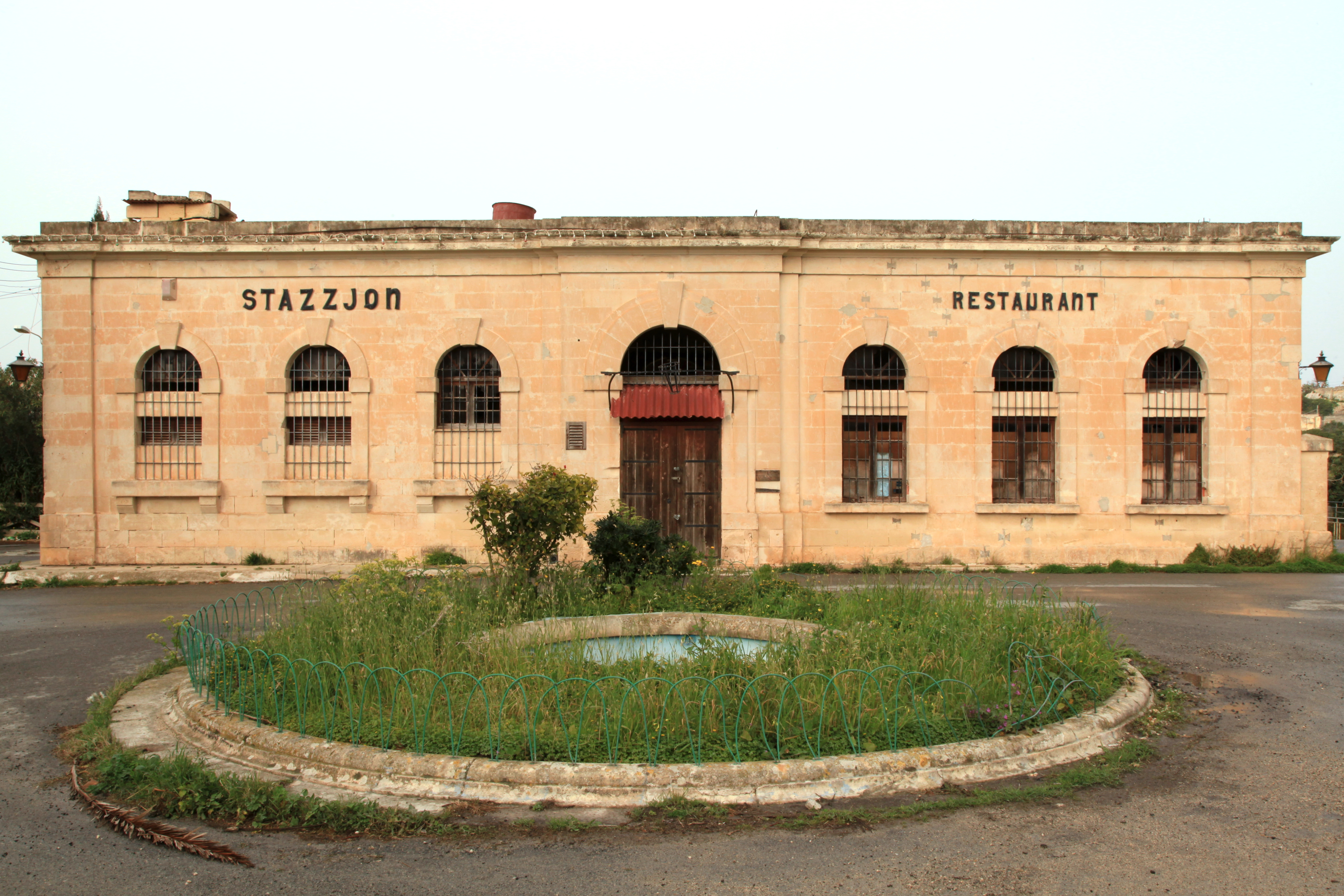
Budynek stacji Museum ze znajdującą się w nim restauracją (marzec 2013)

W połowie drugiej dekady XXI wieku wciąż można zobaczyć wiele pozostałości linii. Tunel stacyjny w Valletcie wykorzystywany był od lat 70. XX wieku do roku 2014 jako garaż. Istnieje także wiadukt znajdujący się tuż za wylotem tunelu oraz tunel do stacji Floriana. Tunel ten w czasie II wojny światowej wykorzystywany był jako schron, a po wojnie do lat 70. XX wieku jako centrala telefoniczna. W 2011 po raz pierwszy został on udostępniony zwiedzającym. Był także atrakcją podczas Dni Floriany w latach kolejnych.
W budynku stacji w Ħamrun swoją siedzibę od roku 1968 ma zgrupowanie skautów.
Zachowany jest także budynek stacyjny w Birkirkarze. W 2014 lokalny samorząd zatwierdził propozycję organizacji na stacji muzeum kolei. Na początku 2015 roku jedyny zachowany wagon został usunięty z jego dotychczasowej lokalizacji w Birkirkarze celem poddania go remontowi. Po dwóch latach w „przechowalni” wagon doczekał się wreszcie w kwietniu 2017 roku przetransportowania na miejsce, gdzie będzie poddany renowacji.
Zachował się także budynek stacji Museum. Od roku 1986 przez około 20 lat znajdowała się w nim restauracja prezentująca model parowozu numer 4 oraz kolekcję pocztówek i zdjęć kolei.
Zgodnie z informacjami z roku 2003 w Attard znajdowało się małe muzeum eksponujące modele stacji oraz lokomotyw, a także inne eksponaty związane z koleją.